# Mesoleptus flexibilis
Mesoleptus flexibilis là một loài tò vò trong họ Ichneumonidae.